# Seznam medailistů na mistrovství Evropy ve vodním slalomu – kajak ženy
Tento seznam uvádí přehled medailistek na mistrovství Evropy ve vodním slalomu v závodech na kajaku, které byly na program evropských šampionátů zařazeny v roce 1996.

## K1
| Rok  | Místo                           | Zlato                             | Stříbro              | Bronz                  |
| ---- | ------------------------------- | --------------------------------- | -------------------- | ---------------------- |
| 1996 | Augsburg                        | Marcela Sadilová                  | Štěpánka Hilgertová  | Elena Kaliská          |
| 1998 | Roudnice nad Labem              | Elena Kaliská                     | Štěpánka Hilgertová  | Sandra Friedliová      |
| 2000 | Mezzana                         | Štěpánka Hilgertová               | Brigitte Guibalová   | Irena Pavelková        |
| 2002 | Bratislava                      | Elena Kaliská                     | Irena Pavelková      | Štěpánka Hilgertová    |
| 2004 | Skopje                          | Elena Kaliská                     | Jenny Apelová        | Irena Pavelková        |
| 2005 | Lublaň                          | Mandy Planertová                  | Štěpánka Hilgertová  | Irena Pavelková        |
| 2006 | L'Argentière-la-Bessée          | Elena Kaliská                     | Jennifer Bongardtová | Mathilde Picheryová    |
| 2007 | Liptovský Mikuláš               | Violetta Oblingerová-Petersová    | Mandy Planertová     | Štěpánka Hilgertová    |
| 2008 | Krakov                          | Štěpánka Hilgertová               | Marie Řihošková      | Irena Pavelková        |
| 2009 | Nottingham                      | Elena Kaliská                     | Émilie Ferová        | Mathilde Picheryová    |
| 2010 | Bratislava                      | Jana Dukátová                     | Corinna Kuhnleová    | Urša Krageljová        |
| 2011 | La Seu d'Urgell                 | Claudia Bärová                    | Jana Dukátová        | Elizabeth Neaveová     |
| 2012 | Augsburg                        | Carole Bouzidiová                 | Melanie Pfeiferová   | Fiona Pennieová        |
| 2013 | Krakov                          | Fiona Pennieová                   | Stefanie Hornová     | Viktoria Wolffhardtová |
| 2014 | Vídeň                           | Ricarda Funková                   | Melanie Pfeiferová   | Émilie Ferová          |
| 2015 | Markkleeberg                    | Maialen Chourrautová              | Ricarda Funková      | Kateřina Kudějová      |
| 2016 | Liptovský Mikuláš               | Melanie Pfeiferová                | Urša Krageljová      | Jana Dukátová          |
| 2017 | Lublaň                          | Corinna Kuhnleová                 | Stefanie Hornová     | Marie-Zélia Lafontová  |
| 2018 | Praha                           | Ricarda Funková                   | Corinna Kuhnleová    | Fiona Pennieová        |
| 2019 | Pau                             | Amálie Hilgertová                 | Mallory Franklin     | Jasmin Schornberg      |
| 2020 | Praha                           | Kateřina Kudějová                 | Camille Prigent      | Amálie Hilgertová      |
| 2021 | Ivrea                           | Corinna Kuhnleová                 | Eva Terčelj          | Ricarda Funk           |
| 2022 | Liptovský Mikuláš               | Stefanie Hornová Eliška Mintálová | –                    | Mallory Franklinová    |
| 2023 | Krakov (v rámci Evropských her) | Ricarda Funková                   | Klaudia Zwolińska    | Tereza Fišerová        |

## K1 hlídky
V roce 2004 nebyly kvůli nedostatečnému počtu týmů uděleny medaile (nejsou tedy ani započítány do tabulky).
| Rok  | Místo                           | Zlato                                                                       | Stříbro                                                                          | Bronz                                                                      |
| ---- | ------------------------------- | --------------------------------------------------------------------------- | -------------------------------------------------------------------------------- | -------------------------------------------------------------------------- |
| 1996 | Augsburg                        | Česko Marcela Sadilová Štěpánka Hilgertová Irena Pavelková                  | Německo Kordula Striepeckeová Evi Hussová Elisabeth Michelerová-Jonesová         | Itálie Maria Cristina Giai Pronová Barbara Nadalinová Lorenza Lazzarottová |
| 1998 | Roudnice nad Labem              | Česko Štěpánka Hilgertová Irena Pavelková Marcela Sadilová                  | Spojené království Rachel Crosbeeová Laura Blakemanová Heather Corrieová         | Německo Kordula Striepeckeová Evi Hussová Mandy Planertová                 |
| 2000 | Mezzana                         | Slovensko Elena Kaliská Gabriela Stacherová Gabriela Brosková               | Česko Marcela Sadilová Štěpánka Hilgertová Irena Pavelková                       | Německo Mandy Planertová Evi Hussová Susanne Hirtová                       |
| 2002 | Bratislava                      | Česko Marie Řihošková Irena Pavelková Štěpánka Hilgertová                   | Slovensko Elena Kaliská Gabriela Stacherová Gabriela Zamišková                   | Francie Anne-Lise Bardetová Anne-Line Poncetová Mathilde Picheryová        |
| 2004 | Skopje (medaile se neudělovaly) | Česko Irena Pavelková Marcela Sadilová Marie Řihošková                      | Slovensko Elena Kaliská Gabriela Stacherová Jana Dukátová                        | Spojené království Laura Blakemanová Heather Corrieová Kimberley Walshová  |
| 2005 | Lublaň                          | Slovensko Gabriela Zamišková Jana Dukátová Elena Kaliská                    | Německo Claudia Bärová Mandy Planertová Heike Frauenrathová                      | Rakousko Julia Schmidová Violetta Oblingerová-Petersová Corinna Kuhnleová  |
| 2006 | L'Argentière-la-Bessée          | Slovensko Elena Kaliská Jana Dukátová Gabriela Stacherová                   | Česko Štěpánka Hilgertová Irena Pavelková Marie Řihošková                        | Francie Mathilde Picheryová Aline Tornareová Marie Gaspardová              |
| 2007 | Liptovský Mikuláš               | Německo Jennifer Bongardtová Mandy Planertová Jasmin Schornbergová          | Slovensko Elena Kaliská Jana Dukátová Gabriela Stacherová                        | Spojené království Fiona Pennieová Laura Blakemanová Elizabeth Neaveová    |
| 2008 | Krakov                          | Německo Claudia Bärová Mandy Planertová Jasmin Schornbergová                | Slovensko Jana Dukátová Elena Kaliská Gabriela Stacherová                        | Spojené království Fiona Pennieová Louise Doningtonová Laura Blakemanová   |
| 2009 | Nottingham                      | Spojené království Elizabeth Neaveová Louise Doningtonová Laura Blakemanová | Slovensko Elena Kaliská Jana Dukátová Gabriela Stacherová                        | Německo Jennifer Bongardtová Melanie Pfeiferová Jasmin Schornbergová       |
| 2010 | Bratislava                      | Německo Melanie Pfeiferová Jasmin Schornbergová Jennifer Bongardtová        | Polsko Joanna Mędońová Małgorzata Milczareková Natalia Pacierpniková             | Slovensko Jana Dukátová Dana Beňušová Gabriela Stacherová                  |
| 2011 | La Seu d'Urgell                 | Česko Kateřina Kudějová Štěpánka Hilgertová Irena Pavelková                 | Rakousko Corinna Kuhnleová Violetta Oblingerová-Petersová Viktoria Wolffhardtová | Slovensko Jana Dukátová Elena Kaliská Dana Mannová                         |
| 2012 | Augsburg                        | Německo Cindy Pöschelová Melanie Pfeiferová Jasmin Schornbergová            | Francie Émilie Ferová Carole Bouzidiová Caroline Loirová                         | Slovensko Jana Dukátová Elena Kaliská Dana Mannová                         |
| 2013 | Krakov                          | Francie Émilie Ferová Marie-Zélia Lafontová Carole Bouzidiová               | Spojené království Elizabeth Neaveová Fiona Pennieová Bethan Lathamová           | Česko Štěpánka Hilgertová Kateřina Kudějová Eva Ornstová                   |
| 2014 | Vídeň                           | Česko Štěpánka Hilgertová Kateřina Kudějová Veronika Vojtová                | Španělsko Maialen Chourrautová Irati Goikoetxeová Marta Martínezová              | Francie Carole Bouzidiová Nouria Newmanová Émilie Ferová                   |
| 2015 | Markkleeberg                    | Slovensko Jana Dukátová Kristína Nevařilová Kristína Zárubová               | Polsko Natalia Pacierpniková Klaudia Zwolińská Sara Cwiková                      | Francie Carole Bouzidiová Marie-Zélia Lafontová Émilie Ferová              |
| 2016 | Liptovský Mikuláš               | Spojené království Fiona Pennieová Kimberley Woodsová Elizabeth Neaveová    | Německo Melanie Pfeiferová Jasmin Schornbergová Lisa Fritscheová                 | Slovensko Elena Kaliská Jana Dukátová Kristína Nevařilová                  |
| 2017 | Lublaň                          | Slovinsko Urša Krageljová Eva Terčeljová Ajda Novaková                      | Španělsko Irati Goikoetxeaová Maialen Chourrautová Marta Martínezová             | Francie Lucie Bauduová Marie-Zélia Lafontová Camille Prigentová            |
| 2018 | Praha                           | Německo Jasmin Schornbergová Ricarda Funková Lisa Fritscheová               | Rakousko Viktoria Wolffhardtová Lisa Leitnerová Corinna Kuhnleová                | Česko Kateřina Kudějová Barbora Valíková Veronika Vojtová                  |
| 2019 | Pau                             | Francie Marie-Zélia Lafont Lucie Baudu Camille Prigent                      | Německo Ricarda Funk Jasmin Schornberg Elena Apel                                | Rakousko Corinna Kuhnleová Viktoria Wolffhardt Nina Weratschnig            |
| 2020 | Praha                           | Česko Kateřina Kudějová Veronika Vojtová Antonie Galušková                  | Francie Camille Prigent Lucie Baudu Marjorie Delassus                            | Rakousko Corinna Kuhnleová Nina Weratschnig Antonia Oschmautz              |
| 2021 | Ivrea                           | Spojené království Kimberley Woods Fiona Pennie Mallory Franklin            | Rakousko CCorinna Kuhnleová Antonia Oschmautz Viktoria Wolffhardt                | Česko Kateřina Kudějová Veronika Vojtová Antonie Galušková                 |
| 2022 | Liptovský Mikuláš               | Francie Camille Prigentová Romane Prigentová Emma Vuittonová                | Spojené království Kimberley Woodsová Mallory Franklinová Megan Hamer-Evansová   | Polsko Klaudia Zwolińska Natalia Pacierpniková Dominika Brzeska            |
| 2023 | Krakov (v rámci Evropských her) | Francie Marjorie Delassusová Camille Prigentová Emma Vuittonová             | Česko Tereza Fišerová Amálie Hilgertová Antonie Galušková                        | Německo Ricarda Funková Elena Liliková Emily Apelová                       |